# Jialu, Anhui
Jialu  är en köping i östra Kina. Den ligger i Ningguo i staden Xuancheng i provinsen Anhui, omkring 220 kilometer sydost om provinshuvudstaden Hefei. Antalet invånare är 12 528. Befolkningen består av 5 991 kvinnor och 6 537 män. Barn under 15 år utgör 13,0 %, vuxna 15-64 år 74 %, och äldre över 65 år 12,0 %.